# خوان فلوريس (لاعب كرة قدم)
خوان فلوريس (بالإسبانية: Juan Flores Madariaga)‏ هو لاعب كرة قدم هندوراسي في مركز الهجوم، ولد في 8 مارس 1964 في El Porvenir, Atlántida ‏ في هندوراس. لعب مع سانتوس لاغونا.